# آوا (سملقان)
آوا، شهری در بخش سملقان شهرستان سملقان در استان خراسان شمالی ایران است.
شهر آوا در تاریخ ۱۹ تیر ۱۳۹۲ از بهم پیوستن دو روستای شهرآباد کرد و شهرآباد بربر تأسیس شد.

## جمعیت
بر پایه سرشماری عمومی نفوس و مسکن در سال ۱۳۹۵، جمعیت شهر آوا برابر با ۳٬۹۹۳ نفر (۱٬۲۶۸ خانوار) بوده‌است.